# Lejeunea raddiana
Lejeunea raddiana är en bladmossart som beskrevs av Johann Bernhard Wilhelm Lindenberg. Lejeunea raddiana ingår i släktet Lejeunea och familjen Lejeuneaceae. Inga underarter finns listade i Catalogue of Life.